# Вільяльба-де-Ріоха
Вільяльба-де-Ріоха (ісп. Villalba de Rioja) — муніципалітет в Іспанії, у складі автономної спільноти Ла-Ріоха. Населення — 157 осіб (2009).
Муніципалітет розташований на відстані близько 250 км на північ від Мадрида, 40 км на північний захід від Логроньйо.

## Демографія
Динаміка населення (INE ):

## Галерея зображень

Розташування муніципалітету